# Прая
Пра́я (порт. Praia) — столица и самый крупный город островного государства Кабо-Верде, расположенного в Атлантическом океане вблизи побережья Сенегала, на острове Сантьягу.

## Этимология
Город основан в конце XV века, название Прая на португальском означает «берег, побережье, пляж».

## История
Хотя в античных греческих, римских и финикийских источниках встречаются отдельные упоминания об островах к западу от Зелёного мыса, первое достоверное посещение этих земель европейцами произошло только с началом Великих географических открытий. Экспедиция, организованная португальским инфантом Генрихом Мореплавателем и возглавляемая генуэзцем Антониу да Ноли, прибыла на острова в 1460 году, найдя их поросшими сухим тропическим лесом и необитаемыми.
Выгодное расположение островов привело к бурному росту торговли (прежде всего — работорговли) и населения, что, в свою очередь, повлекло за собой сведение лесов и опустынивание. После истощения источников воды в самом старом поселении на острове — Рибейра-Гранджи («Большой ручей»), в 1770 году административный центр архипелага был перенесён в Праю, впервые упоминающуюся в колониальных хрониках ещё в 1516 году в качестве рыбацкой деревушки. Природное укрепление, расположенное на скальном плато и господствующее над удобной бухтой, стало естественным местом для новой столицы.
Экономическое процветание Кабо-Верде постоянно привлекало внимание пиратов — в XV—XVIII веках острова подверглись десяткам нападений, включая опустошительные рейды Фрэнсиса Дрейка (1585) и Жака Кассара (1712), но каждый раз хозяйственная жизнь быстро восстанавливалась.
В апреле 1781 года в бухте Порту-Прая произошло сражение английской и французской эскадр, спешивших наперегонки к мысу Доброй Надежды и одновременно зашедших в Праю для пополнения запасов воды. Хотя противники не потеряли ни одного корабля, победителем можно считать французского коммодора Сюффрена — англичанам на приведение себя в порядок потребовалось больше времени, и французы смогли первыми достичь цели. Небольшой португальский гарнизон не принимал участия в сражении, сохраняя нейтралитет.
16 января 1832 года город посетил бриг «Бигль» с Чарльзом Дарвином на борту: 
С моря окрестности Порто-Праи выглядят пустынными. Вулканический огонь прошлых веков и бурный зной тропического солнца сделали почву во многих местах непригодной для растительности. Местность постепенно поднимается плоскими уступами, по которым разбросаны там и сям конические холмы с затуплёнными вершинами, а на горизонте тянется неправильная цепь более высоких гор…
К получению официального статуса города (1858) Прая подошла в прекрасной форме — выстроенный по гипподамовой системе пятнадцатитысячный город с классической колониальной архитектурой, мощёными улицами, централизованным водоснабжением и процветающей экономикой. К концу XIX века экономическая ситуация несколько ухудшилась, но развитие Праи продолжалось, и к 1920 году число горожан превысило 21 тысячу.

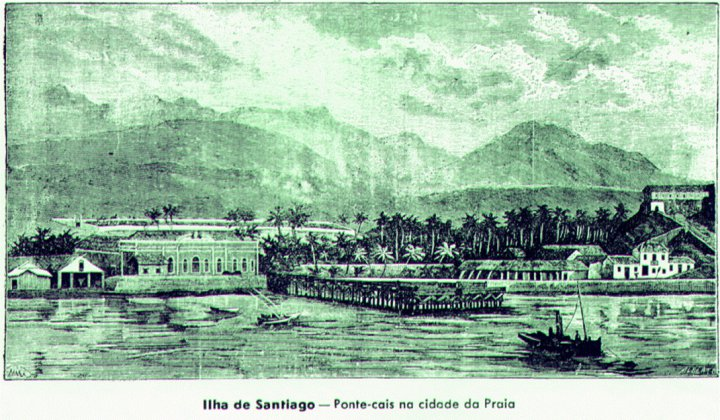
Прая, 1936 год

В июле 1975 Кабо-Верде провозгласило независимость от Португалии, и Прая из административного центра колонии превратилась в столицу самостоятельного государства. Последовавшие за независимостью экономический спад и демографический бум привели к резкому росту численности горожан (почти в пять раз за полвека), в основном за счёт притока ищущего лучшей доли деревенского населения и беженцев из раздираемой войнами Западной Африки. Как следствие, построенные после получения независимости районы отличаются от исторического центра довольно хаотичной застройкой и низким уровнем благоустроенности. Тем не менее, на фоне ближайших столиц Прая заметно выделяется в лучшую сторону.

## География и климат
Город расположен на южном берегу острова Сантьягу, крупнейшего в архипелаге. Особенностями рельефа Прая разделяется на несколько частей: Плато (центр, находится на возвышенности), кварталы Ащада-ди-Санту-Антониу, Фазенда, Варзея. Из исторического центра Плато в другие районы ведут только две дороги. Быстрый рост города в годы после провозглашения независимости сформировал обширный новый район, превосходящий по размеру все остальные — Терра-Бранка.
Прая находится в зоне умеренного пустынного климата, что объясняется подходом холодных вод Канарского течения к нагретым солнцем берегам. Дожди выпадают почти исключительно в августе, сентябре и октябре, часты засухи. Жара обычно смягчается океанским бризом.
| Показатель                     | Янв. | Фев. | Март | Апр. | Май  | Июнь | Июль | Авг. | Сен. | Окт. | Нояб. | Дек. | Год  |
| ------------------------------ | ---- | ---- | ---- | ---- | ---- | ---- | ---- | ---- | ---- | ---- | ----- | ---- | ---- |
| Абсолютный максимум, °C        | 32,2 | 32,2 | 32,8 | 33,9 | 37,2 | 35,0 | 32,8 | 32,8 | 36,1 | 35,0 | 32,2  | 30,6 | 37,2 |
| Средний суточный максимум, °C  | 25,0 | 25,0 | 25,6 | 26,1 | 27,2 | 27,8 | 28,3 | 28,9 | 28,9 | 29,4 | 27,8  | 26,1 | 27,2 |
| Средний суточный минимум, °C   | 18,7 | 18,8 | 18,0 | 19,6 | 19,4 | 21,7 | 22,2 | 23,1 | 23,8 | 23,9 | 21,4  | 20,8 | 20,9 |
| Норма осадков, мм              | 1    | 0    | 1    | 3    | 7    | 35   | 44   | 78   | 100  | 30   | 4     | 1    | 304  |
| Источник: Климатические данные |      |      |      |      |      |      |      |      |      |      |       |      |      |

## Население
По данным переписи 2017 года в Прае проживало 150 059 человек, что составляет половину населения острова и больше четверти общего населения Кабо-Верде. Около 80 % горожан — католики, последователи других христианских течений и ислама встречаются в основном среди недавних иммигрантов из Западной Африки.
Современный этнический состав города с подавляющим преобладанием мулатов сложился в результате многовековых процессов миграции и смешения — если по мужской линии большинство горожан происходят от португальцев, итальянцев, макаэнси, иберийских мавров и сефардов, то по женской — от чернокожих рабынь и служанок, вывезенных на острова с африканского побережья.
Хотя официальным языком Праи, как и всей страны, является португальский, большинство жителей используют в быту кабувердьяну, среди африканских иммигрантов также распространён французский.

## Экономика и инфраструктура

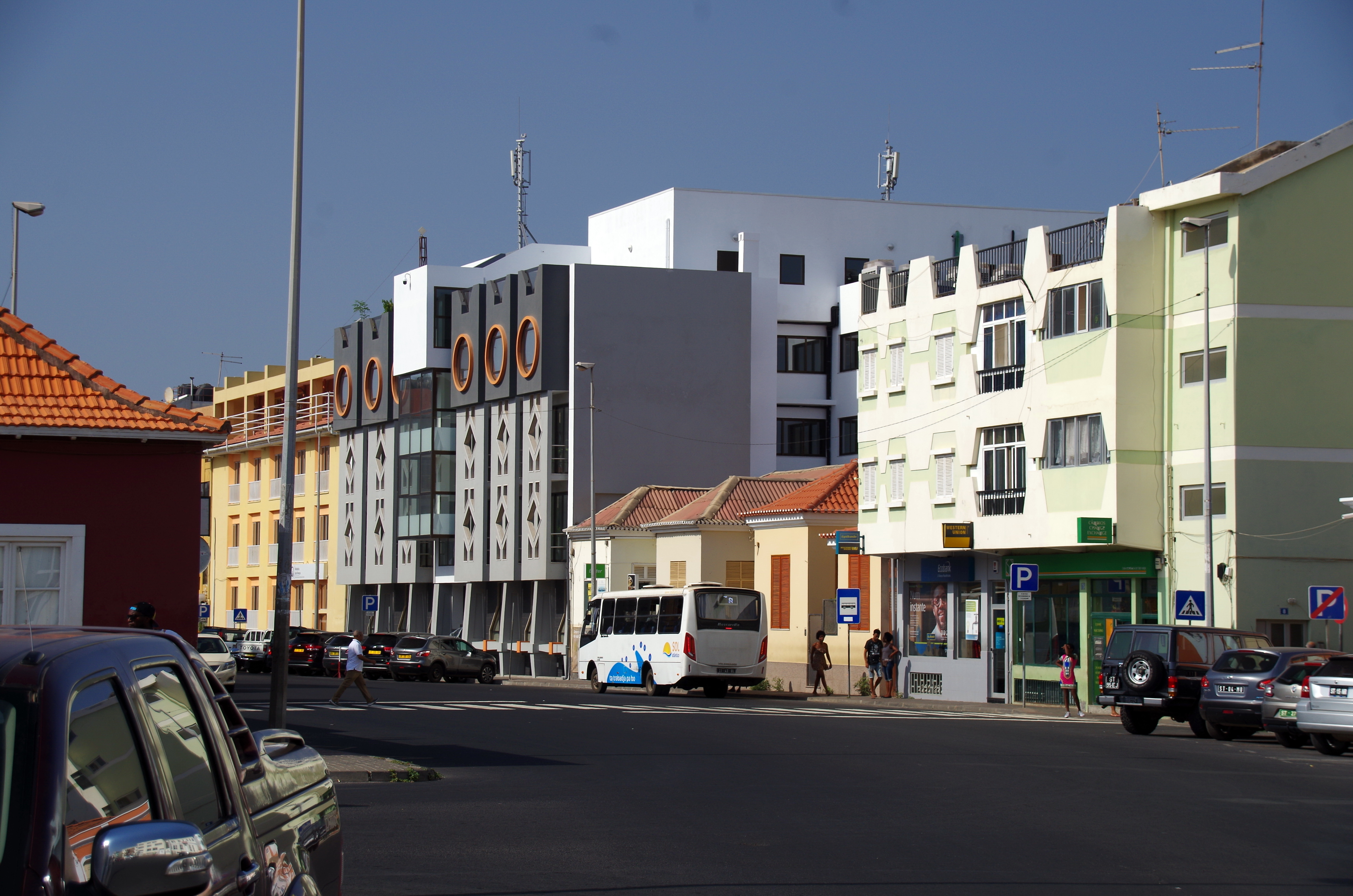
Авенида Кабрау — деловой центр города

Основой экономики города являются госсектор и сфера услуг (в особенности туризм и торговля). Развиты пищевая (переработка рыбы и морепродуктов), швейная, мебельная промышленность, производство стройматериалов (железобетонный завод, завод керамических изделий, стройматериалов), рыболовство, действуют мастерские народных промыслов. Через порт идёт экспорт апельсинов, сахара и кофе. Довольно развита банковская сфера.
Город обслуживается Международным аэропортом Прая (IATA: RAI, ICAO: GVNP), откуда выполняются прямые рейсы в Лиссабон, Амстердам, Бостон, Касабланку, а также столицы близлежащих африканских государств и внутренние перелёты по архипелагу. Здесь же базируется национальная авиакомпания TACV.
Общественный транспорт представлен двенадцатью автобусными маршрутами, управляемыми муниципальной компанией SolAtlântico.

## Культура и здравоохранение
Вблизи города — курортные районы (океанские пляжи), расположенные к западу — Прая Мар и Куэбра Канела.

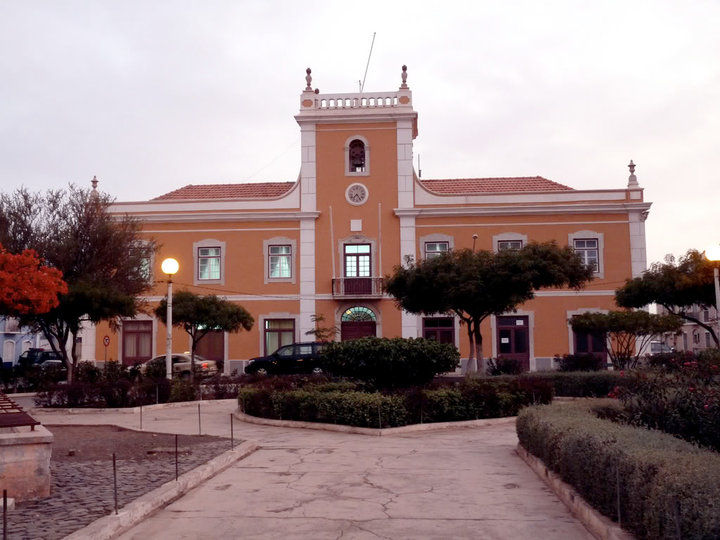
Городская ратуша

Здесь расположен главный кампус Университета Кабо-Верде, а также кампусы всех остальных (четырёх) университетов страны, действует двенадцать государственных средних школ, две международные (французская и португальская), несколько частных. Популярны воскресные католические школы.
Среди достопримечательностей города — площадь Албукерки, президентский дворец (конец XIX века), этнографический музей, монумент Диогу Гомеша (первооткрывателя острова Сантьягу). В 10 километрах на запад расположен Сидади-Велья (Старый город) — первое поселение европейцев на архипелаге с фортом Сан-Филипи, построенным португальцами в конце XVI века.
В Прае находится крупнейший в стране госпиталь Агостиньу Нету, действует несколько государственных и частных клиник.

## Известные уроженцы
- Антониу Педру (1909—1966) — первый португальский художник и поэт-сюрреалист, театральный деятель.